# Sione Vuna Fa'otusia
Sione Vuna Fa'otusia (24 de febrero de 1953-Auckland, 29 de agosto de 2021) fue un abogado y político tongano. Fue miembro del Partido Democrático de las Islas Amigas. Se desempeñó como Viceprimer Ministro de Tonga y Ministro de Justicia.

## Educación
Fa'otusia tuvo una Licenciatura en Derecho (LLB) de la Universidad de Nueva Gales del Sur, una maestría de la London School of Economics and Political Science de la Universidad de Londres y un diploma de posgrado en práctica legal.

## Carrera
Entre 2006 y 2008 se desempeñó como Director Ejecutivo del Ministerio de Justicia. A su vez, ejerció la abogacía en el sector privado durante varios años. 

### Carrera política
Accedió por primera vez a la Asamblea Legislativa cuando ganó el escaño de Tongatapu 7 en las elecciones generales de 2014, obteniendo 822 y derrotando así a Sione Sangster Saulala. En ese mismo año fue nombrado Ministro de Justicia por el primer ministro Akilisi Pōhiva. En las elecciones de 2017 fue reelegido para la Asamblea con 1274 votos.
El 10 de octubre de 2019 fue anunciado por Pōhiva Tu'i'onetoa como Vice primer ministro de Tonga. También se informó que conservaría el puesto como Ministro de Justicia.
En diciembre de 2020, se unió a otros miembros del Partido Democrático de las Islas Amigas para firmar una moción de censura contra el primer ministro Pōhiva Tu'i'onetoa. Posteriormente dimitió como miembro del Gabinete.
Fa'otusia falleció el 29 de agosto de 2021, en Auckland, Nueva Zelanda.